# Mohamed Hamri
 (septembre 2024).
 (septembre 2024).
Si vous disposez d'ouvrages ou d'articles de référence ou si vous connaissez des sites web de qualité traitant du thème abordé ici, merci de compléter l'article en donnant les références utiles à sa vérifiabilité et en les liant à la section « Notes et références ».
Pour les articles homonymes, voir Hamri (homonymie).
Mohamed Hamri, né à Ksar-el-Kébir (Maroc) le 27 août 1932 et mort le 29 août 2000, communément connu sous le nom de Hamri, est un peintre autodidacte marocain qui participé à la scène Beat de Tanger.

## Biographie
(septembre 2024).
Si vous êtes l’auteur de ce texte, vous êtes invité à donner votre avis ici. À moins qu’il soit démontré que l’auteur de la page autorise la reproduction et que ce contenu soit compatible avec les principes fondateurs de Wikipédia, cette page sera supprimée ou purgée au bout d’une semaine maximum. En attendant le retrait de cet avertissement, veuillez ne pas réutiliser ce texte.

## Famille
Son père est un artiste céramiste qui travaillait selon une tradition ancienne et sa mère est née dans la famille Attar de musiciens Zahjouka. Son oncle était le chef des Maîtres musiciens de Joujouka (en).
Hamri est le père de Sanaa Hamri, la première femme marocaine à diriger un film hollywoodien.

## Galerie

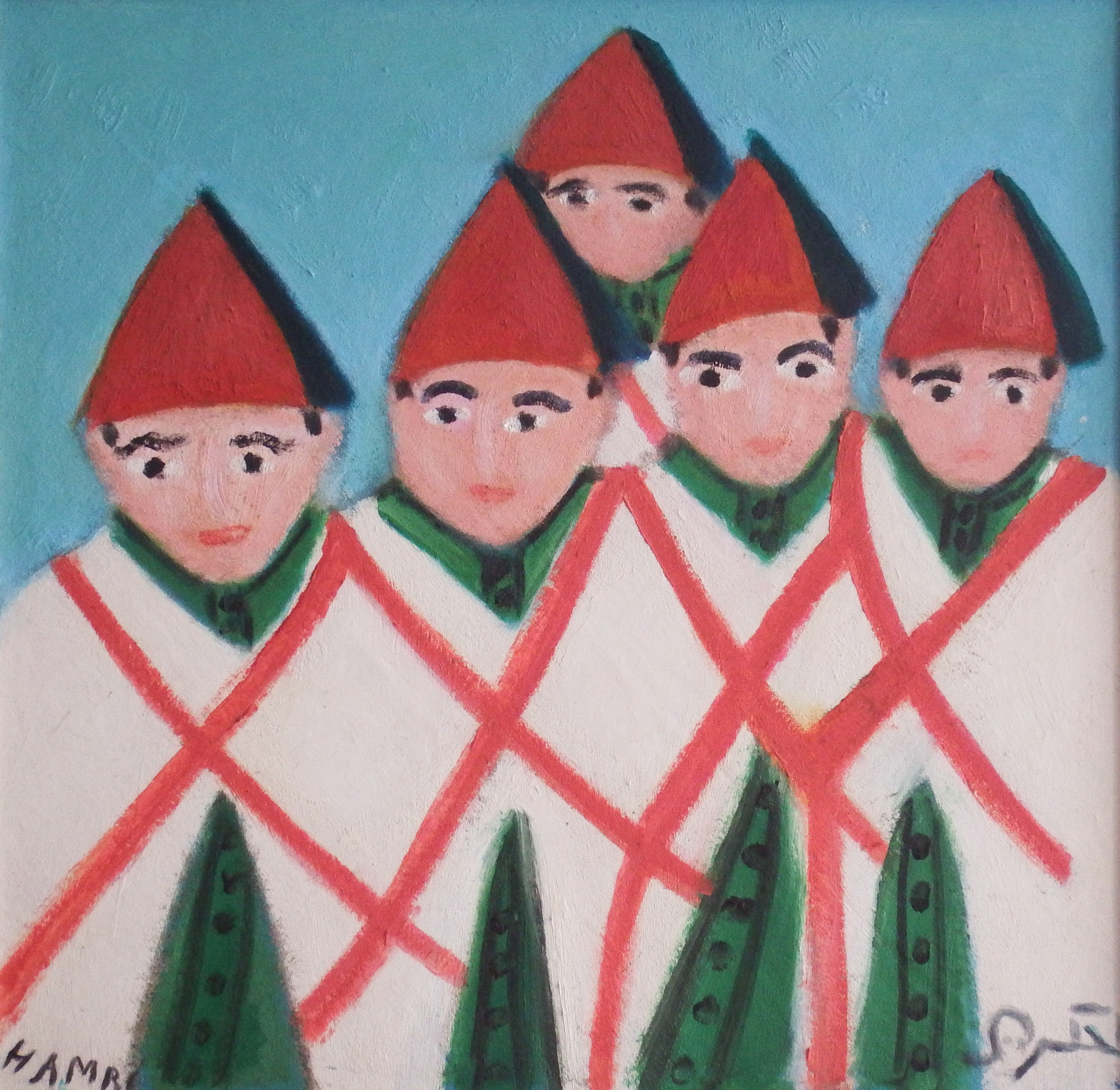
Mohamed Hamri "Jeunes marocains" Huile sur panneau 46x48 cm
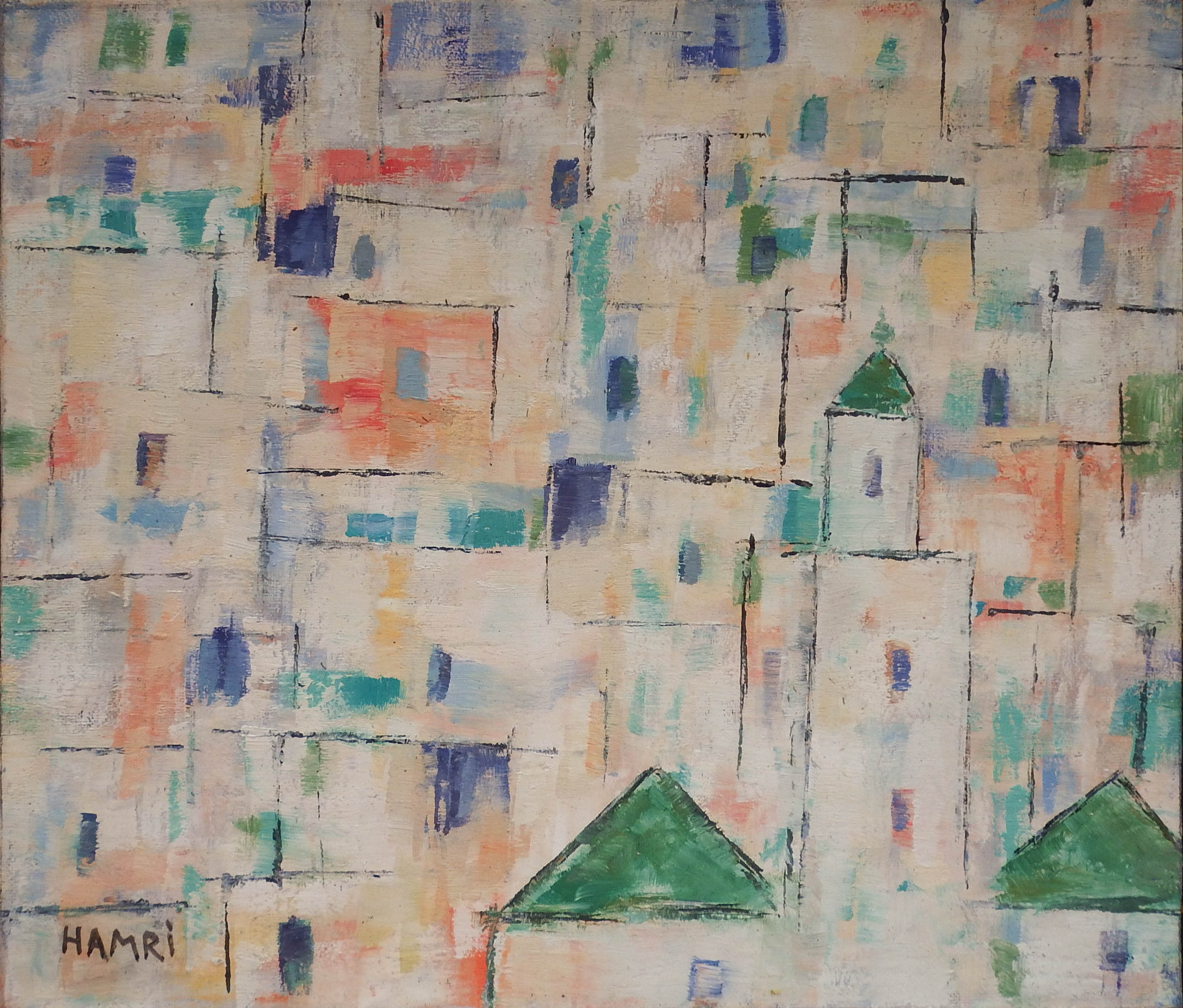
Mohamed Hamri "Tanger" Huile sur toile 30x35 cm
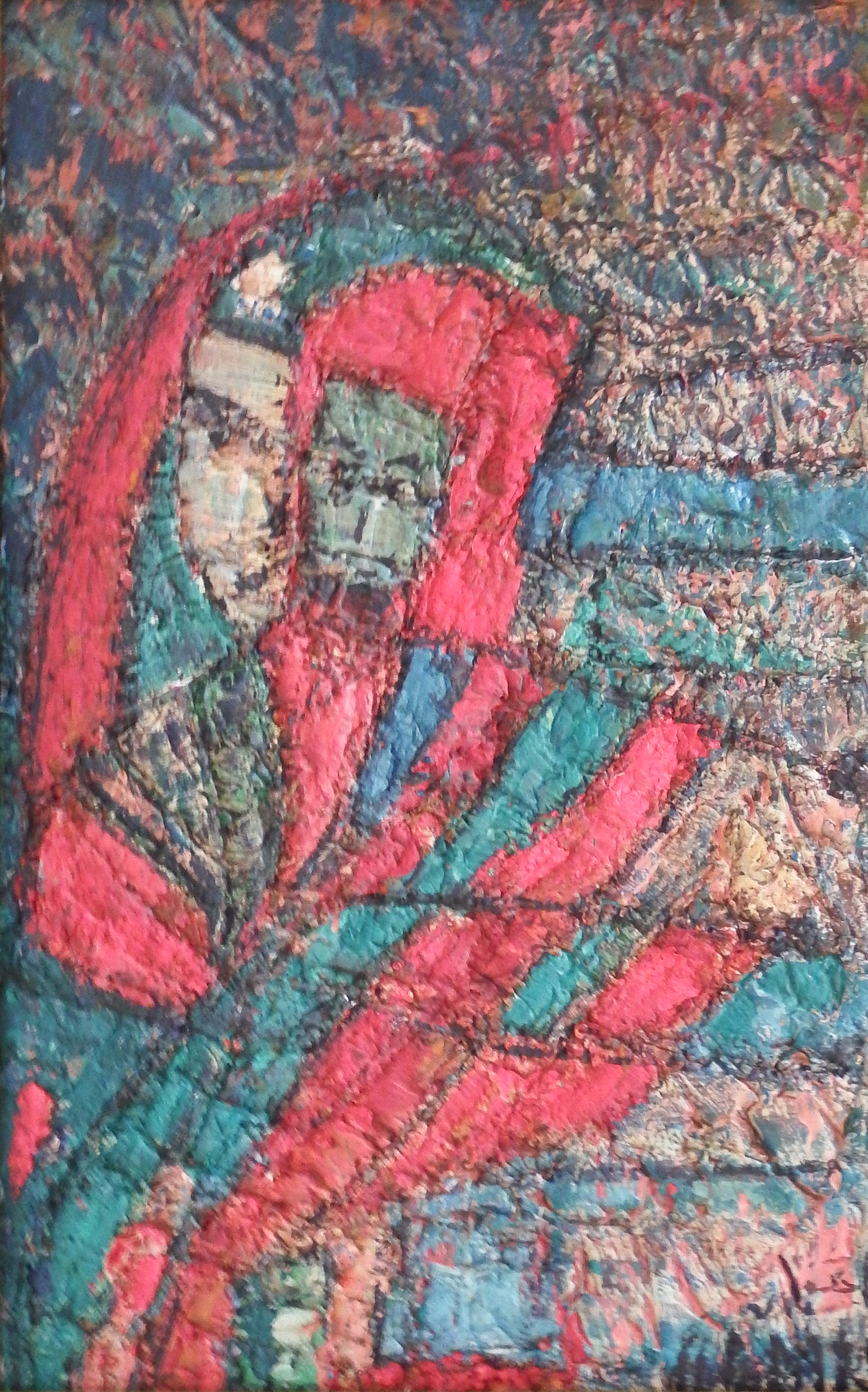
Mohamed Hamri "Composition" Huile sur toile 62x38 cm
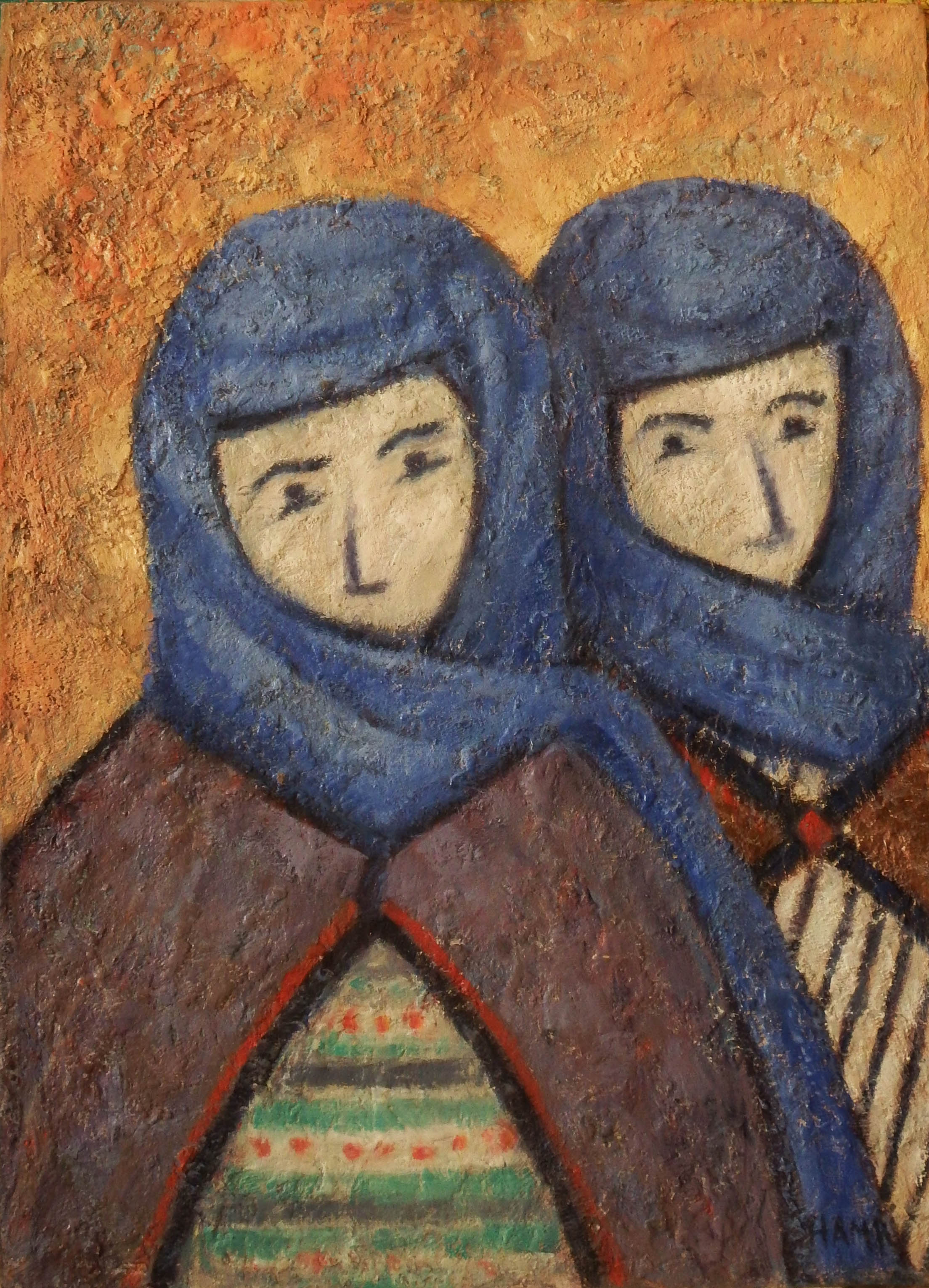
Mohamed Hamri "Personnages" Huile sur toile 60x44 cm